# La Rossa e Sant Roman
La Rossa e Sant Roman (en italià la Rozza et San Roman i en francès  La Rousse/Saint Roman ) és un barri de Mònaco, dins l'anciana comuna de Montcarles. Sa superfície és de 105.189 metres quadrats i 3223 habitants segons el cens realitzat l'any 2000. Porta el número estadístic 02.

Número estadístic dels barris de Mònaco -Rossa e Sant Roman (02)

 La Rousse/Sant Roman  és un dels barris més petits i el més septentrional en el principat de Mònaco. És una circumscripció electoral administrativa, i va ser una subdivisió del tradicional districte de Montecarlo.
És el setè districte de Mònaco. Es troba proper a la zona de Larvotto.